# ハネムーン (メダルゲーム)
ハネムーン(HONEYMOON)は、シグマ社のスロットマシン。

## 基本ルール
中段に左から同じ絵柄がカップル以外は2個、カップルは1個でも出現すれば配当となる。また、カップル絵柄はワイルドであり、ホテル、チャーチ、スキャッター(HONEYMOONと月が描かれたシンボル)以外のすべての絵柄の代わりとなる。

## ボーナスゲーム
スキャッターが3つ以上出現するとボーナスゲームに突入する。ボーナスゲームでは、5個のシンボルの中から1つ選び、下に書いてある配当を獲得できる。また、上にシンボルがあれば継続し、次回の倍率が変動する。また、4つ以上スキャッターが出現すると出てくる数字が大きくなる。

## ダブルダウンゲーム
配当が発生すると挑戦できる。ディーラーより強い絵柄を選べば配当が2倍となる。また、プレイヤー側の3つのリールで同じ絵柄が揃えばスペシャルボーナス(最高10万枚)を獲得できる。